# Dara
Dara es un sitio arqueológico del Egipto Medio, situado al centro-oeste del Nilo, entre las ciudades de Asiut y Mair. En Dara se encuentra una necrópolis del primer periodo intermedio del Reino Antiguo del antiguo Egipto. 
Así cono los ruinas de la pirámide de Jui del nomarca local Jui que se atribuye a la Dinastía VIII. Sorprendentemente, el tamaño de la estructura, con una longitud de la base de 130 metros sería más grande que la pirámide escalonada de Zoser.
En las excavaciones realizadas en el sitio se han encontrado ofrendas funerarias con ocas listas para asar en alabastro que datan cerca del 2200 a. C. expuestas en el Museo del Louvre, y un pectoral con escarabeo de corazón, de procedencia incierta, se encuentra exhibido en el Museo Metropolitano de Arte de Nueva York.